# Lexus TX
Lexus TX — полноразмерный люксовый кроссовер, выпускаемый с 2023 года компанией Lexus, подразделением компании Toyota.

## Описание
Автомобиль Lexus TX впервые был представлен 8 июня 2023 года вместе с Lexus GX третьего поколения. Базовой моделью стала Toyota Grand Highlander. В иерархии автомобиль занимает промежуток между Lexus GX и Lexus RX. Модель базируется на платформе GA-K. Ожидается, что автомобиль будет продаваться в Северной Америке.

## Технические характеристики
Автомобиль Lexus TX продаётся в конфигурациях TX350, TX500h и TX550h. Планируется, что автомобиль будет оснащаться 2,4-литровым четырёхцилиндровым двигателем внутреннего сгорания с турбонаддувом мощностью 275 л. с. с электродвигателем мощностью 366 л. с. Также будет доступен 3,5-литровый двигатель V6 мощностью 406 л. с.